# Совјетско царство
Совјетско царство, такође познато као Pax Sovietica, је политички термин који се користи у историји и совјетологији да опише акције, утицај и хегемонију Совјетског Савеза, са нагласком на његовој доминантној улози у другим земљама.
У ширем смислу, термин се односи на спољну политику земље током Хладног рата, која је окарактерисана као империјалистичка: републике које су биле део Совјетског царства биле су номинално независне земље са одвојеним владама које су постављале сопствену политику, али те политике морао остати у одређеним границама које је одредио Совјетски Савез. Ова ограничења су наметнута претњом интервенције совјетских снага, а касније Варшавског пакта. Велике војне интервенције догодиле су се у Источној Немачкој 1953. године, Мађарској 1956. године, Чехословачкој 1968. године, Пољској 1980−81. и Авганистану од 1979. до 1989. године. Земље совјетског блока сматране су сателитским државама.

## Карактеристике
Иако Совјетским Савезом није владао цар, а прогласио се антиимперијалистичким и народном демократијом, он је показивао тенденције заједничке историјским империјама. Појам „совјетске империје“ често се односи на облик „класичне“ или „колонијалне“ империје са комунизмом који само замењује конвенционалне империјалне идеологије као што су хришћанство или монархија, уместо да ствара револуционарну државу. У академским круговима се сматра да се идеја појавила у књизи Ричарда Пајпса из 1957. Формација Совјетског Савеза: Комунизам и национализам, 1917–1923, али је, заједно са неколико других ставова, утврђена у даљим радовима.  Неколико научника сматра да је Совјетски Савез био хибридни ентитет који садржи елементе заједничке и мултинационалним империјама и националним државама. Совјетски Савез је практиковао колонијализам сличан конвенционалним империјалним силама.
Совјети су спроводили унутрашњи колонијализам у Централној Азији. На пример, држава је дала предност производњи житарица у односу на сточарство у Киргистану, што је фаворизовало словенске насељенике у односу на староседеоце Киргиза, чиме се одржавају неједнакости из царске колонијалне ере. Маоисти су тврдили да је Совјетски Савез и сам постао империјалистичка сила, задржавајући социјалистичку фасаду, или социјални империјализам. Друга димензија совјетског империјализма је културни империјализам, совјетизација културе и образовања на рачун локалних традиција. Леонид Брежњев је наставио политику културне русификације као део развијеног социјализма, који је настојао да успостави више централне контроле. Северин Биалер је тврдио да је совјетска држава имала империјални национализам.
Значајан талас совјетизације догодио се током Руског грађанског рата на територијама које је заузела Црвена армија. Касније су територије које су окупирале Руска СФСР и СССР совјетизоване. Монголију је освојио Совјетски Савез и совјетизирао 1920-их, а након завршетка Другог светског рата, совјетизација се одвија у земљама совјетског блока (Источна и Централна Европа : Чехословачка, Источна Немачка, Мађарска, Пољска, Балтик државе итд.). У ширем смислу, то је укључивало недобровољно стварање власти совјетског типа, имитацију избора одржаних под контролом бољшевика са уклањањем опозиционих кандидата, национализацију земље и имовине, репресију против представника „класних непријатеља“. Тај процес често прате масовна погубљења и затварања у Гулагове радне логоре и прогнаничка насеља. Ово је обично промовисана и убрзана пропагандом која је имала за циљ стварање заједничког начина живота у свим државама унутар совјетске сфере утицаја. У модерној историји, совјетизација се односи на копирање модела совјетског живота (култ личности вође, колективистичка идеологија, обавезно учешће у пропагандним активностима итд.).
Од 1930-их до 1950-их, Јосиф Стаљин је наредио трансфер становништва у Совјетском Савезу, депортујући људе (често читаве народе) у недовољно насељена удаљена подручја, при чему су њихова места заузели углавном етнички Руси и Украјинци. Политика је званично окончана у ери Хрушчова, а неким народима је дозвољено да се врате 1957. Међутим, Никита Хрушчов и Леонид Брежњев одбили су право на повратак кримским Татарима, руским Немцима и месхетским Турцима. Године 1991. Врховни совјет Русије прогласио је стаљинистичке масовне депортације „политиком клевете и геноцида“.
Историјски однос између Русије (доминантне републике у Совјетском Савезу) и ових источноевропских земаља објашњава њихову чежњу за искорењивањем остатака совјетске културе. Пољска и балтичке државе оличавају совјетски покушај изградње јединствених култура и политичких система. Према Даг Норену, Русија је настојала да конституише и ојача тампон зону између себе и Западне Европе како би се заштитила од потенцијалних будућих напада непријатељских западноевропских земаља. Совјетски Савез је изгубио око 20 милиона људи током Другог светског рата, иако руски извори желе да додатно увећавају ту цифру. Да би спречили понављање тако скупог ратовања, совјетски лидери су веровали да треба да успоставе хијерархију политичке и економске зависности између суседних држава и СССР-а.
Током Брежњевљеве ере, политика „развијеног социјализма“ прогласила је Совјетски Савез најпотпунијом социјалистичком земљом – друге земље су биле „социјалистичке“, али је СССР био „ развијени социјалистички“ – објашњавајући његову доминантну улогу и хегемонију над другим социјалистичким земље. Ово и интервенционистичка доктрина Брежњева, која је дозвољавала инвазију на друге социјалистичке земље, довела је до карактеризације СССР-а као империје.
Совјетски утицај у „социјалистичким оријентисаним земљама“ био је углавном политички и идеолошки, а не економски експлоататорски: Совјетски Савез је упумпавао огромне количине „међународне помоћи“ у њих како би обезбедио утицај, на крају на штету сопствене економије. Совјетски Савез је тражио групу земаља које би се окупиле за његову ствар у случају напада западних земаља и подржале је у контексту Хладног рата. Након распада Совјетског Савеза, Руска Федерација је призната као њена држава наследница, наследивши 103 долара милијарди совјетског спољног дуга и 140 долара милијарде совјетске имовине у иностранству.
Економска експанзија је, међутим, играла значајну улогу у совјетској мотивацији да шири утицај на својим сателитским територијама. Ове нове територије би обезбедиле повећање глобалног богатства којим би Совјетски Савез располагао.
Совјетски званичници из Руске Совјетске Федеративне Социјалистичке Републике преплитали су ову економску прилику са потенцијалом за миграцију. У ствари, они су у овим источноевропским земљама видели потенцијал велике радне снаге. Понудили су им добродошлицу под јединим условом да вредно раде и постигну друштвени успех. Ова идеологија је обликована по узору на меритократску спољну политику из 19. века.

### Формално и неформално царство
Научници који расправљају о совјетској империји расправљали су о њој као о формалној империји или неформалној империји. У формалнијој интерпретацији „совјетског царства“, то је значило апсолутизам, који је налик Лењиновом опису царске империје као „затвора народа“, осим што је овај „затвор народа“ актуелизован током Стаљиновог режима након Лењинове смрти. Томас Виндерл је написао: „СССР је у извесном смислу постао више затвор за нације него што је то старо Царство икада било.
Други поглед, посебно на нестаљинистичке ере, види совјетску империју као „неформалну империју“ над номинално сувереним државама у Варшавском пакту због совјетског притиска и војног присуства. Совјетска неформална империја зависила је од субвенција Москве. Неформална империја у ширем Варшавском пакту такође је укључивала везе између комунистичких партија. Неки историчари сматрају да је Совјетски Савез више мултинационално оријентисан, наглашавајући његове социјалистичке иницијативе, као што је Ијан Бремер, који описује „матрјошки национализам“ где је пансовјетски национализам укључивао и друге национализме. Ерик Хобсбавн је тврдио да је Совјетски Савез ефикасно дизајнирао нације повлачењем граница.  Дмитриј Тренин је написао да је до 1980. Совјетски Савез формирао и формалну и неформалну империју.
Неформални карактер империје би укључивали совјетске економске инвестиције, војну окупацију и тајне акције у земљама совјетским редовима. Студије неформалног царства укључивале су совјетски утицај на Источну Немачку и Синђан 1930-их. Од Караханског манифеста из 1919. до 1927. године, дипломате Совјетског Савеза су обећавале да ће опозвати уступке у Кини, али су Совјети тајно чували царске уступке попут Кинеске источне железнице, као и конзулате, касарне и цркве. Након кинеско-совјетског сукоба (1929), Совјетски Савез је повратио концесију Руске империје на Кинеску источну железницу и задржао је до њеног повратка Кини 1952. године.
Анализирајући распад Совјетског Савеза, Кословски и Краточвил су тврдили да је послератна совјетска „формална империја“ коју је представљао Варшавски пакт, са совјетском војном улогом и контролом спољних односа држава чланица, еволуирала у неформални суверенитет или „османизацију“ од касних 1970-их до 1989. године. Са Горбачовљевим одустајањем од Доктрине Брежњева 1989. године, неформална империја је прешла на конвенционалнију сферу утицаја, која је личила на финландизацију, али се примењивала на некадашње државе источног блока, све до пада Совјетског Савеза 1991. године. Насупрот томе, „аустризација“ би била реалистички модел политике великих сила по којем би се Совјети хипотетички ослањали на западне гаранције да задрже вештачку совјетску сферу утицаја. Брзина реформи у периоду од 1989. до 1991. онемогућила је и понављање филандизације и аустринизације за Совјетски Савез.

### Варшавски пакт
Ове земље су биле најближи савезници Совјетског Савеза и такође су биле чланице Савета за узајамну економску помоћ, економске заједнице коју је предводио Совјетски Савез, основане 1949. Чланице Варшавског пакта, које се понекад називају и Источним блоком, биле су широко посматране као совјетске сателитске државе. Ове земље је окупирала (или их је раније окупирала) Црвена армија, а њиховом политиком, војном, спољном и унутрашњом политиком доминирао је Совјетски Савез. Варшавски пакт је укључивао следеће државе:
- Народна Република Албанија (1946–1968)
- Народна Република Бугарска (1946–1990)
- Чехословачка Социјалистичка Република (1948–1990)
- Источна Немачка (1949–1990)
- Народна Република Мађарска (1949–1989)
- Народна Република Пољска (1947–1989)
- Социјалистичка Република Румунија (1947–1965)

Осим што је имао стално место у Савету безбедности Уједињених нација, Совјетски Савез је имао две своје синдикалне републике у Генералној скупштини Уједињених нација :
- Белоруска Совјетска Социјалистичка Република
- Украјинска Совјетска Социјалистичка Република

### Друге марксистичко-лењинистичке државе савезници су са Совјетским Савезом
Ове земље су биле марксистичко-лењинистичке државе које су биле у савезу са Совјетским Савезом, али нису биле део Варшавског пакта.
- Демократска Република Авганистан (1978–1991)
- Народна Република Ангола (1975–1991)
- Народна Република Бенин (1975–1990)
- Кинеска Совјетска Република (1931–1937)
- Народна Република Кина (1949–1961)
- Народна Република Конго (1969–1991)
- Република Куба (1959–1991)
- Привремена војна влада Социјалистичке Етиопије, затим Народна Демократска Република Етиопија (1974–1991)
- Народна Република Кампучија (1979–1989)
- Народна револуционарна влада Гренаде (1979–1983)
- Демократска Народна Република Кореја (1948–1991, такође у савезу са Кином)
- Лаоска Народна Демократска Република (1975–1991)
- Демократска Република Мадагаскар (1972–1991)
- Монголска Народна Република (1924–1991)
- Народна Република Мозамбик (1975–1990)
- Сомалијска Демократска Република (1969–1977)
- Народна Република Тува (1921–1944)
- Демократска Република Вијетнам (1954–1976), затим Социјалистичка Република Вијетнам (1976–1991)
- Федеративна Народна Република Југославија (1945–1948)
- Народна Демократска Република Јемен (Јужни Јемен) (1967–1990)

### Немарксистичко-лењинистичке земље у савезу са Совјетским Савезом
Неке земље Трећег света имале су просовјетске владе током Хладног рата. Политичком терминологијом Совјетског Савеза, то су биле „ земље које се крећу социјалистичким путем развоја “ за разлику од напреднијих „земаља развијеног социјализма“ које су се углавном налазиле у источној Европи, али које су укључивале и Кубу и Вијетнам. Добили су одређену помоћ, било војну или економску, од Совјетског Савеза и били су под њеним утицајем у различитом степену. Понекад је њихова подршка Совјетском Савезу на крају престала из различитих разлога и у неким случајевима је просовјетска влада изгубила власт, док је у другим случајевима иста влада остала на власти, али је на крају прекинула свој савез са Совјетским Савезом.
- Алжир (1962–1991)
- Народна Република Бангладеш (1971–1975)
- Буркина Фасо (1983–1987)
- Бурма (1962–1988)
- Зеленортска острва (1975–1990)
- Чиле (1970–1973)
- Египат (1954–1973)
- Гана (1964–1966)
- Гвинеја (1960–1978)
- Гвинеја Бисао (1973–1991)
- Екваторијална Гвинеја (1968–1979)
- Индија (1971–1991)
- Индонезија (1959–1965)
- Ирак (1958–1963; 1968–1991)
- Израел (1948–1953; 1991)
- Јамајка (1972–1980)
- Либија (1969–1991)
- Мали (1960–1991)
- Никарагва (1979–1990)
- Перу (1968–1975)
- Сахарска Арапска Демократска Република (1976-1991)
- Сао Томе и Принципе (1975–1991)
- Сејшели (1977–1991)
- Судан (1968–1972)
- Сирија (1955–1991)
- Танзанија (1964–1985)
- Друга источнотуркестанска република (1944–1949)
- Уганда (1969-1971)
- Замбија (1964-1991)
- Зимбабве (1980–1991)

## Марксистичко-лењинистичке државе супротстављене Совјетском Савезу
Неке комунистичке државе биле су против Совјетског Савеза и критиковале су многе његове политике. Иако су можда имали много сличности са СССР-ом по домаћим питањима, нису били совјетски савезници у међународној политици. Односи између њих и Совјетског Савеза често су били напети, понекад чак до тачке оружаног сукоба.
- Социјалистичка Албанија (1955–1991)
- Демократска Кампућија (1975–1979)
- Кина (1961–1989)
- Румунија (1965–1989)
- Сомалија (1977–1991)
- Југославија (1948–1955)

## Неутралне државе
Положај Финске је био сложен. Током Другог светског рата, Совјетски Савез је извршио инвазију на Финску у Зимском рату, који је окончан Московским мировним уговором 1940. године. Финска ће поново ући у Други светски рат у Настављеном рату, крајем јуна 1941. Рат је завршен совјетском победом, али је Финска задржала већину своје територије и тржишну економију, тргујући на западним тржиштима и на крају се придружила западном валутном систему.
Ипак, иако се Финска сматрала неутралном, Финско-совјетски уговор из 1948. значајно је ограничио финску слободу деловања у спољној политици. То је захтевало од Финске да брани Совјетски Савез од напада преко њене територије, што је у пракси спречило Финску да се придружи НАТО-у, и ефективно дало Совјетском Савезу вето у финској спољној политици. Тако је Совјетски Савез могао да врши „империјалну“ хегемонистичку моћ чак и према неутралној држави. Према доктрини Пасикиви-Кеконен, Финска је настојала да одржи пријатељске односе са Совјетским Савезом и развила се обимна билатерална трговина. На Западу је то довело до страха од ширења „финландизације“, где западни савезници више неће поуздано подржавати САД и НАТО.